# Al-Midżlad
Al-Midżlad (arab. المجلد) – miasto w południowym Sudanie, w prowincji Kordofan Zachodni. Według danych szacunkowych na rok 2008 liczyło 40 418 mieszkańców.